# Copris moffartsi
Copris moffartsi là một loài bọ cánh cứng trong họ Bọ hung (Scarabaeidae).